# Residencial La Pichanga
Residencial La Pichanga fue un programa de radioteatro chileno creado en 1955 y que se mantuvo al aire por cerca de 20 años, donde humorísticamente se reflejaban los resultados del campeonato de fútbol chileno. Creado por César Enrique Rossel fue históricamente dirigido por Pepe Harold y Octavio Sufán, fue transmitido en la Radio Corporación.
En una supuesta hostería o residencial, atendida por su dueña y algunas subalternas, cada pasajero del hotel representaba un equipo de fútbol del campeonato chileno de primera división. Los personaje tenían un nombre asociado a los apodos que tenían cada equipo. Cada vez que ingresaba un nuevo personaje a la discusión sonaba el himno del equipo que representaba. Conversaban sobre las distintas vicisitudes de los partidos de fútbol del fin de semana, burlándose unos de otros por las derrotas y errores cometidos por los jugadores en el estadio. Cuando un equipo pasaba a segunda división se acuñó la frase que pasaba a "jugar en los potreros", apuntando a la falta de buenos estadios en los equipos de bajo presupuesto en ese entonces.
En 1965, se crea una revista semanal a dos colores del mismo nombre derivada del programa, aunque luego se llamarìa a secas "Pichanga". Impresa en los talleres del diario  "La Nación" y distribuida la empresa del diario "La Tercera".
El programa permaneció décadas al aire e incluso tuvo presentaciones como teatro itinerante.
Su nombre deriva de la palabra chilena "pichanga" que es el nombre que recibe el fútbol de barrio o de niños.

## Curiosidades
Solo permanecían equipos de primera división pero por concurso popular se hizo una excepción con el personaje Gabito Serena cuando bajó el equipo que representaba.

## Actores
- Gilberto Guzmán: "Gabito Serena", representaba a Club de Deportes La Serena
- Enrique Heine
- Guillermo Bruce: Representaba a Colo-Colo
- Octavio Sufán Espejo: Representaba al paisano Palestino
- Delfina Fuentes: Doña Clota.[4]
- Pepe Harold: Club Unión Española
- Aliro Vega: "Chuncho" representaba a Club Universidad de Chile
- Gladys Andrade: "La Popi"
- Mimí Montecinos: "Socorro"
- Héctor Santelices: "Hermano Ceatoleí" representaba a Club Deportivo Universidad Católica